# Toobin'
Toobin' est un jeu vidéo de sport développé par Atari Games et édité par Domark et Harmony Gold, sorti en 1988 sur borne d'arcade, DOS, Amiga, Amstrad CPC, Atari ST, Commodore 64, MSX, ZX Spectrum, NES et Game Boy Color.
Il est basé sur le tubing, une activité sportive consistant à glisser sur un pneumatique.
Le jeu fait partie des compilations Arcade Party Pak (1999), Midway Arcade Treasures (2003) et Midway Arcade Origins (2012).

## Accueil
- Computer and Video Games : 82 % (Atari ST)[1] - 82 % (Amiga)[2]